# 厄普顿·辛克莱
小厄普顿·辛克莱（英語：Upton Sinclair Jr.，1878年9月20日—1968年11月25日），美国著名左翼作家，出生于巴尔的摩，曾經創作超過90本著作，並獲得過普立茲獎的肯定，代表作則是《屠场》（The Jungle）等。

## 作品
- 《屠场》（The Jungle）该小说所揭露的问题引起美国全社会的关注，并导致有关食品饮料法案的通过。
- 《石油！（英语：Oil!）》），被改編成電影《黑金企業》

## 外部連結
- Works by Upton Sinclair at Internet Archive
- 厄普顿·辛克莱在豆瓣上的资料（简体中文）